# Magodendron
Magodendron é um género botânico pertencente à família Sapotaceae.
1. ↑  «Magodendron — World Flora Online». www.worldfloraonline.org. Consultado em 19 de agosto de 2020